# Pedro León Arboleda
Pedro León Arboleda (Yarumal, 1926-Cali, 28 de julio de 1976) fue un político, periodista y guerrillero colombiano, cofundador del Ejército Popular de Liberación.

## Biografía
Hizo el bachillerato en Sincelejo e inició posteriormente la carrera sacerdotal que luego abandonaría para realizar estudios de filosofía en la Universidad de Antioquia. Se desempeñó laboralmente como poeta, traductor y periodista.

### Militancia en el PCC-ML y el EPL
Se vinculó a organizaciones de izquierda desde temprana edad. Fue difusor y agitador de las ideas del maoísmo en Colombia y en 1965 resultó elegido al Comité Central del Partido Comunista de Colombia – Marxista Leninista en su X Congreso (fundacional) realizado clandestinamente en Soacha.
Fue el sucesor de Pedro Vásquez Rendón en la secretaría general del Partido a la muerte de éste. Enfrentó un debate ideológico fuerte con Libardo Mora Toro.
Con Libardo Mora Toro, Esteban Pedro Vásquez Rendón, Francisco Caraballo, Bernardo Ferreira Grandet, Jesús María Alzate, Diego Ruiz, Julio Guerra, Luis Manco David y Carlos Aníbal Cácua fue uno de los iniciadores del Ejército Popular de Liberación (Colombia)

## Muerte
El 28 de julio de 1976 en horas de madrugada fue cercada por efectivos militares la casa en la que se encontraba Pedro León Arboleda junto con otros copartidarios en el barrio Vipasa de Cali. En estos momentos Arboleda era uno de los hombres más buscados del país. Se inició un intercambio de disparos que condujo a su muerte.

## Homenajes
En su memoria, varios organismos políticos y militares del PCC-ML, el EPL y organizaciones maoístas llevan su nombre, así como la organización Comando Pedro León Arboleda o Comando PLA, escindida del EPL.
Posterior a su muerte, el PCC-ML realizaría un balance crítico sobre la actividad de Arboleda en la secretaría general del Partido.